# El cartel (album)
El cartel è il primo mixtape dell'artista musicale portoricano Daddy Yankee. Contiene la hit Posicion, inclusa nel film One Tough Cop.

## Tracce
TRACK A - "El Cartel"
| # | Titolo                              | Artista/i                      | Durata |
| - | ----------------------------------- | ------------------------------ | ------ |
| 1 | Intro Cartel                        | Ismael Rivera                  | 1:22   |
| 2 | Posicion                            | Daddy Yankee & Alberto Stylee  | 3:05   |
| 3 | Estamos armados                     | Panty Man & Nene Ganya         | 2:33   |
| 4 | Cartel Mix                          |                                | 1:23   |
| 5 | Por que?                            | Eddie Dee                      | 3:05   |
| 6 | Para las yales que le gustan bailar | Bernie Man                     | 2:46   |
| 7 | Que sera nuestro destino            | Mr. Cavalucci                  | 1:42   |
| 8 | Mataron a un inocente               | Hector y Tito                  | 2:04   |
| 9 | Lirica real                         | Notty, Daddy Yankee & Guatauba | 3:17   |

TRACK B - "Los intocables"
| #  | Title                         | Performer(s)                  | Length |
| -- | ----------------------------- | ----------------------------- | ------ |
| 1  | Intro Intocable               | Point Breakers                | 1:42   |
| 2  | No me corre police            | Daddy Yankee & Rey Pirin      | 3:07   |
| 3  | Tu desnudar                   | Nico Canada                   | 1:39   |
| 4  | Oye mi voz                    | Miguel Play & Baby Ranks      | 2:15   |
| 5  | Intocables                    | Ranking Stone                 | 2:09   |
| 6  | Esto es cosa nuestra          | Sanguinario                   | 2:16   |
| 7  | Habran paso                   | O.G.M. & Oakley               | 3:20   |
| 8  | Trampa                        | Piedras Clan                  | 1:33   |
| 9  | Pongan atencion               | Original Q & Bernie Man       | 3:44   |
| 10 | No tienes el pasion del señor | Baby J                        | 2:05   |
| 11 | Te provoco                    | Glory                         | 2:00   |
| 12 | Puerto Rico Mafia             | Las Gárgolas                  | 2:31   |
| 13 | Posicion (Radio Version)      | Daddy Yankee & Alberto Stylee | 2:58   |